# 70 Большой Медведицы
70 Большой Медведицы (лат. 70 Ursae Majoris), HD 107465 — одиночная звезда в созвездии Большой Медведицы на расстоянии приблизительно 583 световых лет (около 179 парсеков) от Солнца. Видимая звёздная величина звезды — +5,524m.

## Характеристики
70 Большой Медведицы — оранжевый гигант спектрального класса K2. Радиус — около 31,37 солнечных, светимость — около 503 солнечных. Эффективная температура — около 4076 К.